# Teateråret 1889

## Årets uppsättningar

### Februari
- 12 februari – Henrik Ibsens Frun från havet har urpremiär på Christiania Theater och Hoftheater Weimar.[1]

### Mars
- 9 mars – August Strindbergs pjäser Fordringsägare[2] och Den starkare har urpremiär på Dagmarteatret i Köpenhamn.[3]
- 14 mars – August Strindbergs Fröken Julie har urpremiär på Studentersamfundet i Köpenhamn.[4]
- 16 mars – August Strindbergs pjäs Den starkare har Sverigepremiär på Malmö Teater.[3]
- 26 mars – August Strindbergs pjäser Samum[5] och Paria har båda urpremiär på Svenska teatern i Stockholm.[6]

### Maj
- 29 maj – August Strindbergs Hemsöborna har premiär på Djurgårdsteatern i Stockholm.[7]

## Födda
- 12 september – John Botvid, svensk skådespelare, komiker och revyförfattare.
- 13 september – Arvid Petersén, svensk skådespelare, teaterregissör, kompositör, orkesterledare och sångare (baryton).